# بطولة الأمم الست 2010
بطولة الأمم الستة 2010 (بالإيطالية: Sei Nazioni 2010)‏ هو الموسم 116 من  بطولة الأمم الستة، أشرف على تنظيمه Six Nations Rugby Ltd ‏، وكان عدد الأندية المشاركة فيه  6، وفاز فيه منتخب فرنسا الوطني لاتحاد الرغبي.